# Choplifter
Чоплифтер (англ. Choplifter) — компьютерная игра 1982 года, разработанная Деном Горлином для компьютеров Apple II и опубликованная компанией Brøderbund. Она была портирована на другие домашние компьютеры, а в 1985 Sega выпустила её в виде игрового автомата. В то время как многие аркадные игры были спортированы на домашние компьютеры и приставки, Чоплифтер была одной из немногих игр (Lode Runner и другие) с противоположной судьбой: появившись вначале на домашней системе, она была затем перенесена на игровые автоматы.

## Обзор
В игре Чоплифтер игрок принимает роль пилота боевого вертолёта. Его задача — попытаться спасти заложников, которых удерживают в лагерях военнопленных, на территории, которой правит жестокая Империя Бунжелинь (англ. Bungeling Empire). Игрок должен собирать заложников и безопасно транспортировать их на ближайшую дружескую базу, одновременно сражаясь с неприятельскими танками и другими противниками. Согласно сюжету игры, части вертолёта были контрабандою перевезены в страну под видом «оборудования для сортировки почты».
Есть мнение, что сценарий основан на американской попытке спасения заложников с помощью вертолёта во время захвата заложников в Иране, который случился за год до выпуска игры. Однако сам Горлин, в интервью для книги «Безмятежные дни: интервью с программистами классических компьютерных игр» (англ. Halcyon Days: Interviews with Classic Computer and Video Game Programmers), рассказывая об успехе игры говорит:
Это был хороший продукт, однако нам еще сильней помог Иранский кризис — но верите ли — я увидел связь игры с текущими событиями уже после того как она была издана.

## Описание
Вертолёт (названный «Hawk-Z» в руководстве к версии игры для компьютеров Master System) может быть повёрнут в три направления: влево, вправо или вперёд, лицом к игроку. В каждом из этих трёх направлений он может стрелять во врагов и одновременно способен лететь в каком-либо другом направлении. Режим «вперёд» используется в основном для атаки танков. Также необходимо защищать заложников от вражеского огня и не застрелить их случайно самому.
Процесс спасения узников состоит из нескольких этапов. Вначале игрок должен выстрелить в одно из зданий в которых находятся заложники, чтобы освободить их. Затем необходимо приземлиться чтобы узники могли погрузиться на борт, и вернуть их на позицию, с которой игрок взлетал. За один раз можно перевозить не больше пассажиров, чем помещается в одно здание, так что придётся сделать несколько вылетов. Когда вертолёт заполнен, заложники перестают пытаться попасть на борт, они начинают махать рукой вертолёту и ждать (и надеяться) его возвращения. Обычно каждый следующий вылет становится опаснее предыдущего, так как враг поднимает тревогу и начинает контратаку.
Если игрок приземляется прямо на заложника, он убьёт его. В версиях игры для компьютеров Apple II и Atari 7800, если машина приземляется немного неправильно (наклонно), заложники погибают в давке, пытаясь погрузиться на вертолёт. Приземлившись, вертолёт может быть атакован вражескими танками, которым он может отвечать огнём только в воздухе.

## Платформы
Чоплифтер был портирован на многие домашние компьютеры того времени. Эти версии были вариантами исходной игры для Apple II, а не более поздней версии для аркадных автоматов. В число этих систем входят Atari 5200, Atari 7800, 8-битное семейство Atari, ColecoVision, Commodore 64, Commodore VIC-20, MSX и Texas Instruments TI-99/4A. Немецкий издатель Ariolasoft опубликовал версию для европейского Commodore 64.
В 1986 году аркадные версии были перенесены на Nintendo Entertainment System и Sega Master System. Не удивительно, что аркадная версия и её порты были более красочными и яркими чем версия для Apple II. Они расширены большим количеством мест действия (пустыня, море, пещеры и город) в противоположность единственному месту действия — пустыне — на Apple. Аркадная версия упоминается в рейтинге Top 100 сайта Killer List of Videogames и считается одной из четырёх лучших игр 1985 года.

## Различия между версиями
В исходной версии для Apple, игра продолжается пока все три вертолёта не будут уничтожены, или не будут спасены или убиты все заложники. Здесь нет другой системы очков, кроме трёх счётчиков на верху экрана, которые показывают сколько заложников было убито из общего числа 64 (красным цветом), сколько находятся на борту вертолёта (синий), и сколько были спасены (зелёный). Наилучшим результатом является спасение всех заложников, за что игра награждает вас эмблемой фирмы Brøderbund — тремя коронами. Версия Commodore 64 точно такая же.
В аркадной версии используется система очков. Очки даются за убитых врагов и спасённых заложников. Кроме того в аркадной версии в зданиях находились не шестнадцать заложников, а восемь. Чтобы продвигаться с одного уровня на другой, игрок должен спасти не менее 20 заложников (40 в версии для Sega Master System). Аркадная версия вынуждает игрока начинать уровень сначала, если убито слишком много заложников, но при этом не восстанавливаются потерянные вертолёты (В версии для Sega Master System, это автоматически завершает текущую игру). Другое отличие аркадной версии — появление расхода топлива. На самом деле это было ограничение по времени, потому что был только один способ пополнить запас топлива — спасти заложников.
В оригинальной игре вокруг места старта игрока находилась безопасная зона, где игрок в общем-то не мог быть атакован. Между своей и вражеской территорией находился заборчик, и хотя сам забор в аркадной версии остался, но вражеские самолёты будут преследовать вертолёт игрока и за ним.
В оригинальной игре в каждый новый полёт игрока добавляется новый тип врагов. Вначале игрок встречается только с танками, которые могут атаковать только приземлившийся или находящийся очень близко к земле вертолёт. В следующий полёт появляются самолёты, которые стреляют ракетами в вертолёт когда он находится в воздухе, и бомбят его, когда он находится на земле. Последний тип врагов — «воздушные мины» которые пытаются сталкиваться с вертолётом игрока, а в четвёртом полёте они получают способность стрелять. Аркадная игра имела большее разнообразие противников, которые больше изменялись в соответствии с типом уровня, чем с числом полётов, который сделал игрок. Наиболее важными из них являются зенитки, которые делают аркадную версию более тяжёлой чем оригинал. В ней остались танки и самолёты, но летающие за вертолётом игрока мины в аркадную версию не входят.

## Наследие
Игра была очень успешной и популярной. У неё было два продолжения: Choplifter II для Nintendo Game Boy и Choplifter III для Super NES. На машинах Commodore 64 и MSX игры, связанные с Чоплифтером были Lode Runner и Raid on Bungeling Bay. Все три игры проходили в вымышленной Империи Бунжелинь. В 2012 году inXile Entertainment выпустила римейк Choplifter HD для Xbox Live Arcade, PlayStation Network и Windows.

## Интересные факты
- Члены команды подводной лодки США в книге Тома Клаэси «Охота за «Красным октябрём»» (1984) играли в Чоплифтер.